# 토리 (프로레슬링 선수)

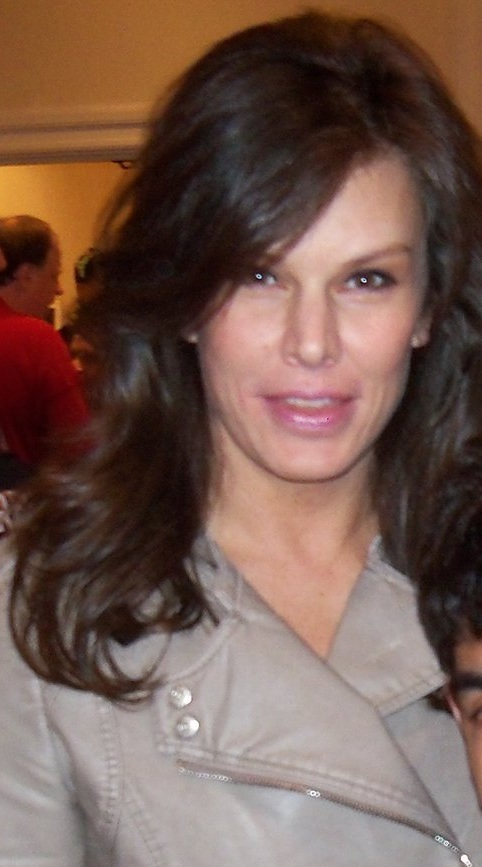

토리(Tori)는 본명은 테리 포차(Terri Poch, 1964년 8월 20일 ~ )다. 키는 181cm(5 ft 11 in)에다가 몸무게는 61kg(134 lb)이다. 미국의 여자 전 프로레슬링선수라. 1983년 프로레슬링 입문으로써 2001년 은퇴를 하고 마는 여자 미국의 프로레슬링선수다. 다만 피니쉬는 에이알 불독(불독), 에이알 버스터(브레인버스터), 에이알 슬램(펌플핸들 슬램), 브라이언 크로스바디(크로스바디), 브라이언 엘보우 스매쉬, 브라이언 피스트 드롭(피스트 드롭), 케이지 브롱코 버스터(브롱코 버스터), 케이지 슬리퍼 홀드 슬램(슬리퍼 홀드 슬램), 케이지 스파인버스터(스윙 스파인버스터), 도노반 니 킥(하이 니), 도노반 시티드 센턴(시티드 센턴), 도노반 센턴(센턴), 사모안 찹 드롭(찹 드롭), 사모안 드롭킥(프론트 드롭킥), 사모안 수플렉스(레그 훅 벨리 투 백 수플렉스), 스냅 플로잉 디디티, 싯아웃 파워슬램, 테일러 드롭(싯아웃 밀리터리 프레스 슬램 파일드라이버), 테일러 슬램(더블 언더훅 매트 슬램), 토리 플렉스(폴어웨이 파워밤)웨폰 매스 디스트럭션 아토믹 드롭(아토믹 드롭), 웨폰 매스 디스트럭션 킥(힐 킥), 웨폰 매스 디스트럭션(것렌치 파워밤), 자나 슬램(밀리터리 프레스 슬램), 제로원 불독(쓰리-쿼터 페이스락 불독), 제로원 드라이버(벨리 투 백 파일드라이버)로 사용을 한다. 

## Professional wrestling highlights
- Finshing moves
  - AR Bulldog (Bulldog) - 1983-1985
  - AR Buster (Brainbuster) - 1983-1985
  - AR Neckbreaker (Neckbreaker slam) - 1983-1985
  - AR Slam (Pumphandle slam) - 1983-1985
  - Brian Crossbody (Crossbody) - 1985-1987
  - Brian Elbow Smash (Back elbow smash) - 1985-1987
  - Brian Fist Drop (Fist drop) - 1985-1987
  - Cage Bronco Buster (Bronco buster) - 1993-1995
  - Cage Sleeper Hold Slam (Sleeper hold slam) - 1993-1995
  - Cage Spinebuster (Swinging spinebuster) - 1993-1995
  - Donovan Knee Kick (High knee) - 1991-1993
  - Donovan Seated Senton (Seated senton) - 1991-1993
  - Donovan Senton (Senton) - 1991-1993
  - Samoan Chop drop (Chop drop) - 1987-1989
  - Samoan Dropkick (Front dropkick) - 1987-1989
  - Samoan Suplex (Leg hook belly to back suplex) - 1987-1989
  - Snap flowing DDT - 1999-2001
  - Sitout powerslam - 1999-2001
  - Taylor Drop (Stiout military press body slam piledriver) - 1997-1999
  - Taylor Piledriver (Over the shoulder belly to back piledriver) - 1997-1999
  - Taylor Slam (Double underhook mat slam) - 1997-1999
  - Tori-Plex (Fallaway powerbomb) - 1999-2001
  - Weapon Mass Destruction Atomic Drop (Atomic drop) - 1989-1991
  - Weapon Mass Destruction Kick (Heel kick) - 1989-1991
  - Weapon Mass Destruction Powerbomb (Gutwrench powerbomb) - 1989-1991
  - Zay Slam (Military press slam) - 1995-1997
  - Zeroone Bulldog (Three-quarter facelock bulldog) - 1995-1997
  - Zeroone Driver (Belly-to-back piledriver) - 1995-1997
- Signature moves
  - Body slam
  - Diving hurricanrana
  - Diving plancha
  - Delayed fisherman suplex
  - Flapjack
  - Hair-pull snapmare
  - Mat slam
  - Multiple kick variations
    - Back
    - Running big boot
    - Side

  - Sanp suplex
- Managers
  - Kane
  - Road Dogg
  - Raven
  - Sable
  - Stephanie McMahon
  - X-Pac
- Entrance themes
  - "Full Out" by Jim Johnston (WWF; 1999-2001)
  - "The Kings" by Run–DMC (WWF; 2000; member of the McMahon-Helmsley Faction)

## 경력
1988년. 고향인 포틀랜드의 인디 단체 PNW에서 스카티 더 바디의 매니저로 프로레슬링계에 첫 발을 내디뎠다. 1990년엔 여자 프로레슬링 단체인 LPWA에서 테리 파워라는 링네임으로 선수로서 등장했으며 1992년 7월엔 전일본 여자 프로레슬링(이하 전녀)과 계약을 맺고 일본으로 건너가게 된다. 전녀에선 나름대로 밀어줬으나 몇 차례의 부상때문에 이렇다 할 대단한 활약을 보여주지 못하고 1년 후 미국으로 돌아왔다. 몇 년 후인 1998년 12월 28일 WWE RAW에 WWF 위민스 챔피언 세이블의 열성 팬 기믹으로 등장한다. 트리쉬 스트래터스, 미키 제임스보단 베스 피닉스, 로사 멘데스에 가까운 관계였는데 플레이보이 화보 촬영 이후 거만한 헐리웃 슈퍼스타 기믹의 악역으로 변신한 세이블이 토리를 배신하면서 선역 도전자가 된다. 토리와 세이블은 WWF 레슬매니아 XV에서 WWF 위민스 챔피언십을 건 경기를 가졌으나, 절정의 인기를 누리고 있던 세이블을 상대로 토리가 관중들의 환호를 받아내기는 불가능에 가까웠다. 경기도 제대로 된 공방 한 번 없이 농락당한 끝에 세이블의 새 보디가드로 등장한 니콜 배쓰의 방해로 패하고 만다. 세이블과의 대립이 종료된 후엔 다음으로 악역 챔피언이 된 아이보리를 상대로 섬머슬램에서 경기를 갖게 되나 여기서도 패배해 타이틀 전선에서는 완전히 멀어진다. 1999년 11월엔 케인의 여자친구가 되었다. 케인의 태그팀 파트너였던 엑스 팍과 함께 케인의 인간성을 되찾는데 증요한 역할을 하며 메인 스토리의 중심에 서게 됐지만... 얼마 안 가 케인의 뒤통수를 치고 엑스 팍의 연인이 되어 맥맨-헴즐리 치하 디 제네레이션 X의 멤버가 되었다. 이후 위민스 챔피언이 된 스테파니 맥맨의 파트너 역할을 하기도 했으나, 커리어 내내 존재감이 미미했기 때문에 DX의 멤버였다는 사실 자체를 알지도 못하는 이들이 많다. 엑스 팍 & 로드 독이 더들리 보이즈와 대립하던 중 2000년 6월 열린 킹 오브 더 링에서 버버 레이 더들리에게 테이블 위로 파워 밤을 맞았다가 중상을 당하고 휴식에 들어갔다. 이 부상의 여파로 바로 은퇴했다고 알고 있는 사람들도 있지만 이후로도 계속 활동하긴 했다. 다만 토리가 은퇴했다고 생각할 수도 있을 법한 상황인 게.... 2001년 초 블랙 닌자라는 충공깽 복면 레슬러 기믹으로 복귀했다. 파트너는 인디 등장 때 함께했던 레이븐 의상을 보면 검정 복면에 전신을 감싸는 검은색 타이즈를 입고 있어서 닌자라기보다는 차라리 은행 강도에 가까운 느낌 레이븐과 크래쉬 할리가 하드코어 타이틀을 두고 대립하던 시기에 아주 잠깐 등장했으며 각본상 크래쉬의 여동생이었던 몰리 할리와도 아주 짧은 대립을 가졌었다. 블랙 닌자 각본을 마친 뒤엔 WWE 터프 이너프 시즌1의 트레이너로 활동했으며 선데이 나잇 히트에 출연해 옛 연인 엑스 팍의 뺨을 때리능 세그먼트를 끝으로 WWE와의 관계를 완전히 마무리 짓고 프로레슬링 계에서 은퇴했다.

## 은퇴 후...
은퇴 이 후는 요가 강사로 일을 하고 있다.

## 경력
- LPWA 월드 챔피언 (1회)